# Costa Concordia
Costa Concordia var et krydstogtskib på 290 meter, der blev bygget 2004-2006 på det italienske værft Fincantieri i Genova til Costa Crociere-rederiet i Genova.
Skibet blev døbt den 7. juli 2006 i havnebyen Civitavecchia. Det lykkedes ikke gudmoderen, den tjekkiske fotomodel Eva Herzigová, at knuse champagneflasken mod skibssiden, hvilket for overtroiske gælder som et dårligt tegn. Jomfrurejsen begyndte den 15. juli 2006 i Savona.
Costa Concordia forliste den 13. januar 2012 ud for øen Giglio lidt nordvest for Rom tæt på den italienske vestkyst. 32 af de 4229 ombordværende omkom.
Skibet blev hævet den 16. september 2013, og den 23. juli 2014 kunne skibet påbegynde sin sidste rejse til Genova, hvor skibet blev ophugget. Bjærgningen vurderes at have kostet ca. 14,5 milliarder kroner og dermed blandt de dyreste bjærgninger i historien. Bjærgningen af skibet tog så lang tid, at rederiet nåede at få bygget og leveret erstatningsskibet “Costa Diadema” inden bjærgningen og ophugningen var færdig.

## Faciliteter
Skibets indretning var designet af den amerikanske indendørsarkitekt Joseph Farcus, der siden Costa Atlantica, bygget i 2000, har indrettet de nye Costa-skibe.
Skibet havde i alt 1430 kahytter, deraf 305 med balkon, 447 med havudsigt, 588 indvendige og 21 enmandskahytter. Standardkahytterne var på 16 kvadratmeter, og luksuskahytterne var 26 kvadratmeter store.
Spa og sportsområderne var på 6000 og 2000 kvadratmeter. Lounger og restauranter var dekoreret med temaet "store europæiske byer." Blandt andet var sportsbaren opkaldt efter den svenske hovedstad. Forrest, over skibets ni-etagers høje atrium, lå det store teater. På toppen af skibet var der en filmskærm, på 18 kvm, en rutsjebane og en Formel 1 simulator for underholdning.

## Ulykker og hændelser
Den 22. november 2008 stødte skibet mod en mole på vej ind i Palermos havn men blev kun lettere beskadiget.
Den 13. januar 2012 omkring kl. 19.00 sejlede Costa Concordia ud fra Civitavecchias havn med 4229 passagerer og besætningsmedlemmer om bord på krydstogt gennem det vestlige Middelhav til Savona, Marseille, Barcelona, Palma de Mallorca, Cagliari og Palermo.
Øen Giglios østside blev passeret relativt nær, hvilket også var sket tidligere. I 2011 takkede Giglios borgmester skriftlig den daværende kaptajn efter en lignende passage. Ifølge passagerernes beretninger og AIS-data ramte skibet revet „Le Scole“, der befinder sig nær kysten syd for Giglio Porto, den 13. januar kl. 21:45. Skibet fik en 49 m lang flænge og drev ind til kysten nær havnen, hvor det på position 42° 21′ 57″ N, 10° 55′ 18″ Ø kæntrede, delvis sank og blev liggende med en slagside på ca. 65 grader. 32 døde hvoraf 1 aldrig er fundet. De omkomne var fra Tyskland, Italien, Frankrig, USA, Ungarn, Indien og Peru.
4 passagerer fra Sønderjylland blev reddet sikkert i land.
De 4229 skibsbrudne blev forsørget i skoler, hoteller og kirker, og mange af de ca. 1400 øboere rostes af den italienske presse for deres hjælpsomhed.
En undersøgelse af ulykken indledtes kort efter grundstødningen. Arbejdet med at tømme olietankenes 2300 ton dieselolie og smøreolie, der forsinkedes pga. dårligt vejr, begyndte den 12. februar. Myndighederne forventede, at det ville tage ca. 1 måned at få tømt de 15 tanke.
Ombord på ulykkestidspunktet var der 4229 mennesker, deraf cirka 1000 besætningsmedlemmer. Passagererne kom fra følgende lande:
Italien 989, Tyskland 569, Frankrig 462, Spanien 177, USA 129, Kroatien 127, Rusland 108, Østrig 74, Schweiz 69, Brasilien 52, Japan 46, Holland 42, Ukraine 33, Peru 32, Sydkorea 30, Hongkong 26, Storbritannien 25, Australien 21, Rumænien 20, Argentina 18, Taiwan 17, Canada 12, Kina 12, Portugal 11, Chile 10,Colombia 10, Tyrkiet 9, Kasakhstan 9, Sri Lanka 2 , Israel 8, Polen 8, Belgien 8, Moldova 6, Nepal 6, Sverige 5, Venezuela 5, Danmark 4, Dominikanske Republik 4, Serbien 4, Sydafrika 4, øvrige ubekendte 1020 (ansatte).

## Bjærgning
I løbet af 19 timer bjærgedes vraget den 16. og 17. september 2013 ved hjælp af spil og beholdere med luft bragt til et vertikalt leje og hvilede derefter på en platform. Herefter anbragtes yderligere beholdere på styrbordssiden. Umiddelbart efter bjærgningen i september 2013 var der brugt 30.000 tons stål, som svarede til ca. to tredjedele af skibsmassen. Spillene opnåede ved hævningen en trækkraft på 23.800 tons. Den 10. oktober 2013 reserverede Costa ved rederiet Dockwise skibet Dockwise Vanguard til en mulig flytning af vraget, som planlagdes til at begynde i juni 2014.
I september 2013 forventedes bjærgningen at koste 4,5 milliarder kroner. I november 2013 kom det frem, at Fornæs Skibsophug i Grenå var i spil til at ophugge skibet i løbet af 2014. Ophugningen blev sendt i licitation, og 12 værfter bød på opgaven. Et værft i Genova endte dog med at vinde opgaven med at ophugge skibet.
Efter en flere timer lang operation, hvor dykkere pumpede omkring 18.000 ton cement ind i sække under skibet for at forhindre, at det brækkede i to dele, blev skibet rullet over på en undersøisk platform.
Den 23. juli 2014 kunne skibet påbegynde sin sidste rejse til Genova trukket af to slæbebåde, der trak skibet væk fra Giglio og gennem Korsika-kanalen med en hastighed på to knob. Ifølge planen forventes skibet at nå Genova havn den 27. juli. Udover de to slæbebåde blev skibet fulgt af en konvoj på 12 skibe med ingeniører, læger, miljøeksperter og dykkere, der overvågede aktionen. For at undgå at skibet slog revner eller lækkede olie var flere sensorer fastgjort til siderne af skibet.

## Retligt efterspil
Den 11. februar 2015 blev kaptajnen, Francesco Schettino, idømt 16 års fængsel for uagtsomt manddrab som følge af sin rolle i forliset. Retten lagde blandt andet vægt på, at Schettino havde forladt skibet, mens der stadigvæk var flere hundrede mennesker ombord, og at han havde nægtet at lede evakueringen, selv om kystvagten havde beordret ham tilbage på skibet.

## Galleri
- Costa Concordias grundstødning og strandingsposition
- Skibets rute op til grundstødningen
- Det kæntrede skib set fra Giglio Porto efter evakueringen
- Redningsbåde og tender boats i Giglio Porto
- Redningsmandskabet eftersøger skibet efter evakueringen
- De synlige skader på skroget og et stykke af klippen fastkilet i skroget
- Passagererne venter på at komme til fastlandet
- Skibet efter bjærgningen (sep. 2013)